# دانيال أ. دريسكول
دانيال أ. دريسكول هو سياسي أمريكي، ولد في 6 مارس 1875 في بوفالو في الولايات المتحدة، وتوفي بنفس المكان في 5 يونيو 1955. نشط حزبياً في الحزب الديمقراطي. وقد انتخب عضو مجلس النواب الأمريكي ‏.